# Pojma
Pojma (rusky Пойма) je řeka v Irkutské oblasti a v Krasnojarském kraji v Rusku. Je dlouhá 382 km. Plocha povodí měří 8 640 km².

## Průběh toku
Pramení na severních výběžcích Východního Sajanu. Ústí zleva do Birjusy (povodí Jeniseje).

## Vodní režim
Zdroj vody je smíšený s převahou sněhových srážek. Nejvyšších vodních stavů dosahuje od dubna do června. Průměrný průtok vody ve vzdálenosti 205 km od ústí činí 13 m³/s. Zamrzá ve druhé polovině října až na začátku listopadu a rozmrzá na konci dubna až na začátku května.

## Využití
Řeka je splavná.